# Општина Мирешу Маре (Марамуреш)
Мирешу Маре (рум. Mireşu Mare) општина је у Румунији у округу Марамуреш.
Oпштина се налази на надморској висини од 180 m.